# Antonios Naguib

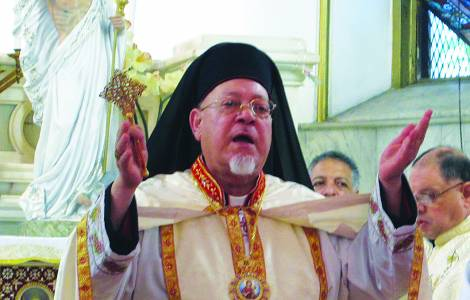
Antonios Kardinal Naguib

Antonios Kardinal Naguib (* 18. März 1935 in Samalut; † 28. März 2022 in Kairo) war ein ägyptischer Geistlicher und 2006–2013 Patriarch von Alexandrien der mit dem Papst von Rom vereinten koptisch-katholischen Kirche.

## Leben
Antonios Naguib, eigentlich Antun Naguib, war das zweite von sieben Kindern (drei Mädchen und vier Jungen) einer katholischen Familie. Marie-Georgette, die älteste Schwester, ist Generaloberin der Kongregation der ägyptischen Ordensschwestern vom Heiligen Herzen.
Nach seiner ersten Ausbildung an der Schule der Franziskanerinnen vom Unbefleckten Herzen Mariens in Bani Suwaif, wo seine Familie lebte, wurde er im Alter von neun Jahren in das Kleine Seminar in Kairo aufgenommen. Anschließend setzte er seine Studien im Großen Seminar fort, zunächst in Tanta, einer Stadt im Nildelta, und dann in Maadi in der Nähe von Kairo, bevor er 1955 zum Theologiestudium an das Päpstliche Kolleg de Propaganda Fide in Rom geschickt wurde. 1958 kehrte er in sein Heimatland zurück, um seinen Militärdienst abzuleisten. Am 30. Oktober 1960 empfing er in al-Minya die Priesterweihe. Nach seiner Tätigkeit als Pfarrer von El-Fikryah in der Eparchie Minya wurde er nach Rom zurückgeschickt, wo er 1962 einen Abschluss in Theologie und ein Diplom in Religionssoziologie erwarb sowie 1964 am Päpstlichen Bibelinstitut einen Abschluss in Heiliger Schrift machte.
Ab 1964 unterrichtete er Heilige Schrift am Patriarchalischen Seminar in Maadi sowie auch die Soziallehre der Kirche. Er arbeitete zusammen mit der Libanesischen Bibelgesellschaft an der neuen gemeinsamen arabischen Übersetzung des Neuen Testaments, an der weitere katholische, orthodoxe und protestantische Bibelwissenschaftler beteiligt waren. Er schrieb außerdem zahlreiche Artikel über Bibelexegese für koptisch-katholische Zeitschriften und vertrat den Nahen Osten in der Katholischen Bibelföderation.
Am 26. Juli 1977 wurde er zum Bischof der Eparchie von Minya für die katholischen Kopten gewählt. Als Bischofsmotto wählte er „Veritas, Caritas“ (deutsch Wahrheit, Nächstenliebe). Die Bischofsweihe empfing er am 9. September 1977 durch den Patriarchen von Alexandria, Stephanos I. Sidarouss. Mitkonsekratoren waren Bischof Youhanna Nueir, OFM, Bischof Youhanna Kabes, Bischof Stephanos II. Ghattas, CM und Bischof Athanasios Abadir. Er engagierte sich vor allem für die Priesterausbildung. Bis zu seinem Rücktritt 2002 aus Gesundheitsgründen blieb er im Amt.
Am 30. März 2006 wurde er von der Synode der koptisch-katholischen Bischöfe zum Nachfolger von Stephanos II. Kardinal Ghattas CM gewählt. Am 6. April 2006 gewährte ihm der römische Papst Benedikt XVI., wie im CCEO vorgesehen, in einem persönlichen Schreiben die kirchliche Gemeinschaft (communio). Am 1. Mai 2006 wurde er in der koptisch-katholischen Kathedrale von Kairo inthronisiert. Im feierlichen Konsistorium vom 20. November 2010 nahm ihn Benedikt XVI. als Kardinalbischof in das Kardinalskollegium auf.
Anfang 2012 erlitt Antonios Naguib einen Schlaganfall; die Synode der koptisch-katholischen Kirche ernannte daraufhin am 6. Februar Kyrillos Kamal William Samaan OFM, Bischof der Eparchie Assiut, zu seinem Stellvertreter mit vollkommener Entscheidungsbefugnis. Am 18. Januar 2013 trat Antonios Naguib als Patriarch von Alexandrien zurück. Im Jahr 2013 nahm er am Konklave teil, in dem Papst Franziskus gewählt wurde.
Naguib war Vorsitzender der Synode der Koptisch-katholischen Kirche (2006–2013) und Vorsitzender der Versammlung der katholischen Hierarchie Ägyptens (2006–2013).
Antonios Naguib verstarb am 28. März 2022 im italienischen Krankenhaus in Kairo kurz nach seinem 87. Geburtstag.

## Mitgliedschaften
Kardinal Naguib war Mitglied folgender Einheiten der Römischen Kurie:
- Kongregation für die orientalischen Kirchen (seit 2010)[9]
- Päpstlicher Rat der Seelsorge für die Migranten und Menschen unterwegs (seit 2008[10], bestätigt 2010[9])